# Chejovskie Medvedi
Chejovskie Medvedi (Ruso: Чеховские медведи; en castellano: Los Osos de Chéjov) es un club de balonmano ruso de Chéjov, una localidad de unos 150.000 habitantes en el área metropolitana de Moscú. Esta sociedad deportiva es heredera de la sección del CSKA Moscú. Durante los años de la Unión Soviética fue conocido como "el equipo del Ejército Rojo", por su filiación al Ejército de la Unión Soviética.

## Palmarés

### CSKA Moscú
- 1 Copa de Europa: 1987-88
- 1 Recopa de Europa: 1986-87
- 4 Liga de Rusia de balonmano: 1993-94, 1994-95, 1999-00, 2000-01

### Chejovskie Medvedi
- 1 Recopa de Europa: 2005-06
- 18 Liga de Rusia de balonmano: 2001-02, 2002-03, 2003-04, 2004-05, 2005-06, 2006-07, 2007-08, 2008-09, 2009-10, 2010-11, 2011-12, 2012-13, 2013-14, 2014-15, 2015-16, 2017, 2018, 2019
- 7 Copa de Rusia de balonmano: 2006, 2009, 2010, 2011, 2012, 2013, 2015

## Plantilla 2020-21
|  | Porteros - 12 Dmitry Pavlenko - 16 Artem Grushko - 30 Vlasyslav Martynenko Extremos izquierdos - 13 Aleksandr Sinitcyn - 19 Roman Ostrashchenko Extremos derechos - 24 Dmitry Kornev - 33 Daniil Shishkarev Pívots - 31 Victor Futsev - 55 Aleksandr Ermakov - 71 Pavel Andreev | Laterales izquierdos - 23 Ilya Dzemin - 97 Andrei Klimavets Centrales - 6 Kirill Kotov - 96 Artyom Kulak Laterales derechos - 15 Andrei Belyaev - 17 Aleksandr Kotov |

## Historia

### CSKA Moscú
La sección de balonmano del CSKA Moscú estuvo siempre en la sombra del club vecino MAI Moscú. Sólo en los años ochenta se conseguían importantes éxitos, en 1987 se ganaba el primer título europeo, la Recopa de Europa. Más tarde llegarían los títulos nacionales con la consecución de la refundada liga rusa en 1994, 1995, 2000 y 2001; aunque era patente la pérdida de competitividad de las últimas temporadas. Es entonces cuando empieza la nueva etapa de la sección, con la independencia del CSKA Moscú, cambiando el nombre por el de Chejovskie Medvedi.

### Chejovskie Medvedi
La sociedad se creaba en 2001 cuando las secciones de balonmano de los clubes CSKA Moscú y la academia deportiva de la ciudad se fusionaron para mantener el nivel competitivo en Europa. El club se trasladaba al barrio de Chejov. Desde entonces, Vladimir Maximov se hizo cargo del primer equipo como entrenador y además, seleccionador nacional de Rusia. Desde su fundación, el Chejovskie Medvedi ha sido campeón de la Superliga Rusa todas las temporadas. También el segundo equipo del club compite cada año en la misma liga, situado en la zona media de la tabla. Conseguían en la temporada 2005-06 la Recopa de Europa de Balonmano. La selección rusa está compuesta prácticamente por completo de jugadores del Chejovskie Medvedi.
Vladimir Maximov tan sólo ha permitido que dos grandes jugadores rusos marchen fuera del país, sólo Eduard Kokscharov y Denis Krivoschlykov forman parte de la selección nacional y no juegan en la Superliga rusa. Los demás integrantes del combinado nacional dirigido por Maximov forman parte del Chejovskie Medvedi con el fin de mantener la competitividad en competiciones europeas, aun así, jamás han llegado a las semifinales de la EHF Copa de Europa, cayendo ante equipos españoles y alemanes.